# Marek Nejman
Marek Nejman (ur. w 1945 w Radomsku) – polski pisarz, reżyser, scenarzysta filmowy, dziennikarz, publicysta, satyryk.

## Życiorys
Studiował prawo na Uniwersytecie Łódzkim i dziennikarstwo na Uniwersytecie Warszawskim. Jego teksty publikowano w „Szpilkach”, „Karuzeli”, „Kulturze”, „Tygodniku Kulturalnym”, „Zarzewiu”, a utwory dla dzieci w „Misiu”, „Świerszczyku” i „Płomyczku”. Marek Nejman współpracował także z ogólnopolskim tygodnikiem „Wspólnota”. Jako felietonista i twórca tekstów satyrycznych współpracował również z Polskim Radiem. W 1989 ukazał się zbiór jego opowiadań satyrycznych Na gapę do raju, natomiast wcześniej, w 1986 wydał powieść-pamiętnik Nie upoluję słonia, w której wspomina rodzinne historie. Jest też autorem bajki Zemsta maślaka o proekologicznej wymowie.
Przez wiele lat współpracował ze studiem Se-Ma-For w Łodzi oraz ze Studiem Filmów Rysunkowych w Bielsku-Białej, gdzie na podstawie jego scenariuszy powstały filmy animowane: Syzyf (1970) i nagradzany kilkakrotnie Bruk (1971), dotykający tematyki związanej z ochroną środowiska. Zagadnienia ekologiczne poruszał także w pracy dziennikarskiej.

## W autorskim duecie
Najbardziej znaną częścią jego pracy jest twórczość dla dzieci: zarówno animowane seriale telewizyjne, jak i książki pisane w duecie ze Sławomirem Grabowskim. Obaj założyli spółkę autorską na początku lat 70. i stworzyli wiele scenariuszy, na podstawie których powstały znane filmy animowane i aktorskie, m.in. Koń by się uśmiał (1975), Kowalski przy tablicy (1975), Piękna filiżanka (1978), Kleks (1979), Wystarczy polubić deszcz (1989).
Do najbardziej znanych seriali animowanych ich autorstwa należy licząca 30 odcinków seria Przygód kilka wróbla Ćwirka (1983–1989), a także seria o kocie Filemonie i jego towarzyszu Bonifacym. Na temat przygód kota Filemona powstało nie tylko kilka książek, lecz również produkcji telewizyjnych (Dziwny świat kota Filemona, Przygody kota Filemona, Gwiazdka kota Filemona, Kocia Wielkanoc) oraz film kinowy Filemon i przyjaciele. 

## Nagrody
- 1972 Złoty Wiatrak MFFA w Barcelonie za Bruk
- 1972 wyróżnienie Jury Ewangelickiego MFFK w Oberhausen za Bruk
- 1973 wyróżnienie MFF poświęconych środowisku człowieka w Montrealu za Bruk
- 1978 Wyróżnienie MFF w Mannheim za Sztucer[3]